# John F. Kennedy Center for the Performing Arts
John F. Kennedy Center for the Performing Arts er et amerikansk kulturcenter, beliggende ved Potomacfloden i Washington D.C.. Bygningen er tegnet af arkitekt Edward Durell Stone og blev åbnet i september 1971 til minde om USA's 35. præsident John F. Kennedy.[kilde mangler]